# حياة حشرة (لعبة فيديو)
حياة حشرة (بالإنجليزية: A Bug's Life)‏، هي لعبة فيديو أنتجها والت ديزني إنتراكتيف سنة 1998، وتعمل لمنصات أجهزة الحاسوب ومنها بلاي ستيشن ونينتندو 64، وهي مستوحاة من فيلم الرسوم المتحركة الشهيرة.

## المواقع الخارجية
- A Bug's Life على موبي غيمز